# 大卫·费雷尔
大卫·费雷尔（David Ferrer，1982年4月2日—），西班牙退役男子网球运动员，现居住于瓦伦西亚。
费雷尔於2000年转为职业选手，是一名红土球場高手，且在硬地球場赛事中也常有良好表现。2006年，费雷尔的单打世界排名首次进入世界前十，他的最高单打排名为第3位。2012年巴黎大师赛，费雷尔力克黑马扬诺维茨，职业生涯首夺大师赛冠军。

## 職業生涯

### 2010年
自二年之後，重回頂尖世界前十，他奪得阿卡普尔科、瓦倫西亞二座ATP500賽的冠軍。

費雷爾在年初的第一項大滿貫系列賽，澳洲公開賽進入第二輪遭到淘汰。
費雷爾在南美春季紅土賽季中連續闖入兩項決賽，布宜諾斯艾利斯公開賽，決賽激戰三盤被同胞胡安·卡洛斯·費雷羅以5-7, 6-4, 6-3擊敗。他的今年第一座冠軍在阿卡普爾科網球賽奪得，決賽以6-3, 3-6, 6-1擊敗同胞胡安·卡洛斯·費雷羅。
進入歐洲紅土賽季後，費雷爾在四項巡迴賽至少進入四強，蒙地卡羅大師賽、巴塞隆納公開賽和馬德里大師賽。其中在羅馬大師賽首度闖進大師系列賽決賽，結果被衛冕冠軍拉斐爾·納達爾以7-5, 6-2直落二盤擊敗。
法國公開賽進入第三輪。
費雷爾在溫布頓錦標賽進入第四輪。
美國公開賽進入第四輪。
中國公開賽闖入決賽，以4-6, 2-6直落二盤敗給頭號種子諾瓦克·喬科維奇。
今年第二座冠軍在瓦倫西亞公開賽，決賽以7-5, 6-3直落二盤擊敗馬塞爾·格拉諾勒斯。
費雷爾第二次參加ATP世界巡迴賽總決賽，上次曾闖入決賽。

### 2012年
費雷爾以參加在阿布達比舉行的幕達巴拉表演賽開始他的2012球季。他擊敗了世界排名第６的法國選手特松加，及世界排名第２的同胞好手納達爾，闖進他生涯第一個表演賽決賽，最後輸給了世界排名第一的德約克維奇。
他在紐西蘭奧克蘭舉行的海尼根公開賽拿到本球季第一個冠軍，以兩盤6–3，6–4的比數擊敗比利時選手羅柯斯。
在澳洲網球公開賽上，費雷爾名列大會第５種子，在八強戰以三盤4－6，6－7，1－6的比數敗給了世界排名第一的諾瓦克·德約克維奇
在法國網球公開賽，費雷爾晉級八強以前總共只輸了２５局，且在八強戰淘汰了世界排名第４的英國選手安迪.穆瑞而晉級四強。最後在四強戰以三盤2–6，2–6，1–6的比數不敵世界排名第２的同胞好手拉菲爾·納達爾。

## 大滿貫

### 男單亞軍（1）
| 年份 | 比賽 | 場地 | 決賽對手 | 對手國籍 | 勝方比分      |
| ---- | ---- | ---- | -------- | -------- | ------------- |
| 2013 | 法網 |      |          | 西班牙   | 6–3、6–2、6–3 |

## 大师盃

### 男單亞軍（1）
| 年份 | 舉行地點 | 場地     | 決賽對手 | 對手國籍 | 勝方比分      |
| ---- | -------- | -------- | -------- | -------- | ------------- |
| 2007 | 中國上海 | 室內硬地 |          | 瑞士     | 6–2、6–3、6–2 |

## 大师賽

### 男單冠軍（1）
| 年份 | 舉行地點 | 場地     | 決賽對手 | 對手國籍 | 勝方比分 |
| ---- | -------- | -------- | -------- | -------- | -------- |
| 2012 | 巴黎     | 室内硬地 | 扬诺维茨 | 波蘭     | 6–4、6–3 |

### 男單亞軍（6）
| 年份 | 舉行地點 | 場地     | 決賽對手 | 對手國籍 | 勝方比分       |
| ---- | -------- | -------- | -------- | -------- | -------------- |
| 2010 | 羅馬     | 紅土     |          | 西班牙   | 7–5、6–2       |
| 2011 | 蒙地卡羅 | 紅土     |          | 西班牙   | 6–4、7–5       |
| 2011 | 上海     | 硬地     | 穆雷     | 英国     | 7–5、6–4       |
| 2013 | 邁亞密   | 硬地     | 穆雷     | 英国     | 2–6、6–4、7–61 |
| 2013 | 巴黎     | 室內硬地 | 祖高域   | 塞爾維亞 | 7–5、7–5       |
| 2014 | 辛辛那提 | 硬地     | 費達拿   | 瑞士     | 6–3、1–6、 6–2 |